# Перуанско-боливийская война
Перуанско-боливийская война (исп. Guerra entre Perú y Bolivia) — военный конфликт между Перу и Боливией, продолжавшийся с октябрь 1841 по июнь 1842 года.
После поражения в войне с Чили перуанский конгресс 16 июня 1839 года утвердил временным президентом республики до конституционных выборов генерала Агустина Гамарру, после чего бывший президент Перуано-Боливийской конфедерации Санта-Крус бежал в Эквадор. Гамарра захотел воспользоваться неопределённой политической ситуацией в Боливии, чтобы аннексировать богатый минеральными ресурсами департамент Ла-Пас.

## Наступление перуанцев

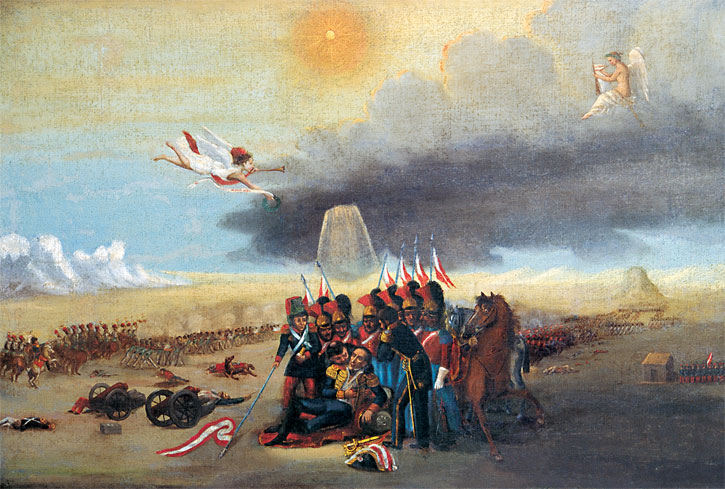
Гибель Гамарры в сражении при Ингави

Перуанские войска под командованием президента Гамарры двинулись в Боливию 1 октября 1841 года и пересекли границу на следующий день. Продвигаясь вперёд и не встречая сопротивления, 15 октября они без боя вошли в Ла-Пас. Однако боливийцы не признали поражения, и многие поддержали манифест Бальивиана, призывающий к дальнейшему сопротивлению захватчику.
21 октября произошло первое крупное сражение в оккупированном городе Мекапака где колонна полковника Мигеля Сан-Романа была внезапно атакована боливийским 5-м батальоном и отрядом кирасиров. Перуанцы, застигнутые врасплох, сплотились и заставили своих врагов беспорядочно отступить, но их раненые солдаты были убиты толпой разгневанных боливийцев, сумевших проникнуть в их военный госпиталь.
В последовавшей затем битве при Ингави 18 ноября 1841 года боливийские войска под командованием Хосе Бальивиана разбили перуанцев. Генерал Гамарра погиб в сражении.

## Контрнаступление боливийцев

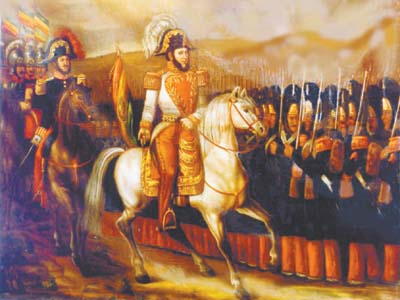
Хосе Бальивиан проводит смотр войск

Поражение перуанской армии дало Бальивиану возможность контратаковать. 23 ноября он уже отвоевал все боливийские территории, оккупированные Перу. 2 декабря его войска пересекли перуанскую границу. 4 декабря они взяли Хулиаку и Пуно на берегу озера Титикака. 9 декабря 1841 года полк под командованием полковника Родригеса Магариньоса занял Такну, полк полковника Хосе Марии Гарсии занял Тарапаку. Боливийцы приблизились к Куско и заняли порт Арика, на который в то время претендовала Боливия, чтобы иметь возможность значительно улучшить свою экономику. В разгар наступления боливийские войска оккупировали примерно 130 000 кв.км территории Перу (более девятой части страны). 

## Сопротивление и контрнаступление перуанцев
Вытеснение боливийских войск на юге Перу было бы достигнуто за счёт увеличения материальных и людских ресурсов Перу.
Полковник Мануэль де Мендибуру, который был военным командиром юга Перу, вернулся из Лимы, чтобы организовать перуанское сопротивление боливийской оккупации. Одновременно Хуан Баутиста Рамос, майор перуанской армии из Арики, организовал с местными добровольцами партизанскую войну; они разгромили боливийский отряд Бернардо Рохаса и 25 декабря освободили Арику. В Сама полковник Хосе Мария Лавайен организовал отряд, которому удалось победить боливийский контингент полковника Родригеса Магариньоса. В Локумбе полковник Мануэль де Мендибуру вместе с Хосе Роса Ара организовал колонну из солдат и крестьян, и в битве при Альтос-де-Чипе они разгромили боливийский полк.
Боливийская армия не имела достаточно войск для поддержания оккупации. В битве при Тарапаке 7 января 1842 года перуанские «монтонерос», сформированные майором Хуаном Буэндиа, прибывшим из Икике, разгромили отряд полковника Хосе Марией Гарсией, который был убит в ходе столкновения. В результате в феврале 1842 года боливийские войска покинули Такну, Арику и Тарапаку, отступив в направлении Мокегуа и Пуно.
В результате боёв при Мотони и Орурильо боливийцы были окончательно разбиты и начали отход из Перу. К 5 апреля перуанцы полностью отвоевали свою территорию, и Боливия оказалась под угрозой нового вторжения. Это подтолкнуло обе стороны сесть за стол переговоров, и в период с 5 апреля по 7 июня, даты подписания Пунского договора, официально положившего конец войне, не было отмечено никаких серьезных столкновений.

## Пунский договор
7 июня 1842 года обе страны подписали Пунский договор, официально завершив войну. Обе страны согласились оставаться отдельными суверенными государствами. Произошёл отвод войск на свои территории.. Боливия безоговорочно отказалась от всех претензий на южные перуанские провинции. Конфликт завершился возвращением к ситуации, существовавшей до войны. Тем не менее, договор не смог решить пограничную проблему между двумя государствами.
Перуанская историография утверждает, что победы, одержанные во всех сражениях на перуанской земле, затмевают поражение при Ингави, оставляя Перу в более благоприятном положении после окончания войны.
Несмотря на подписание Пунского мирного договора под эгидой Чили, отношения между Перу и Боливией оставались очень напряженными в годы после конфликта. Настоящее умиротворение они испытали только в ноябре 1847 года, когда две страны подписали новое соглашение о мире и торговле.
Хотя в документе Боливия и Перу договорились не затрагивать вопрос об объединении в единое государство, в 1880 году президенты Николас де Пьерола и Нарсисо Камперо рассматривали проект союза двух стран, известного как Соединённые Штаты Перу-Боливии, который в итоге так и не был реализован. С возрождением национализма и античилийских настроений после Тихоокеанской войны перспектива объединения вновь стала популярной в политическом дискурсе обоих государств.